# The Queen's Head

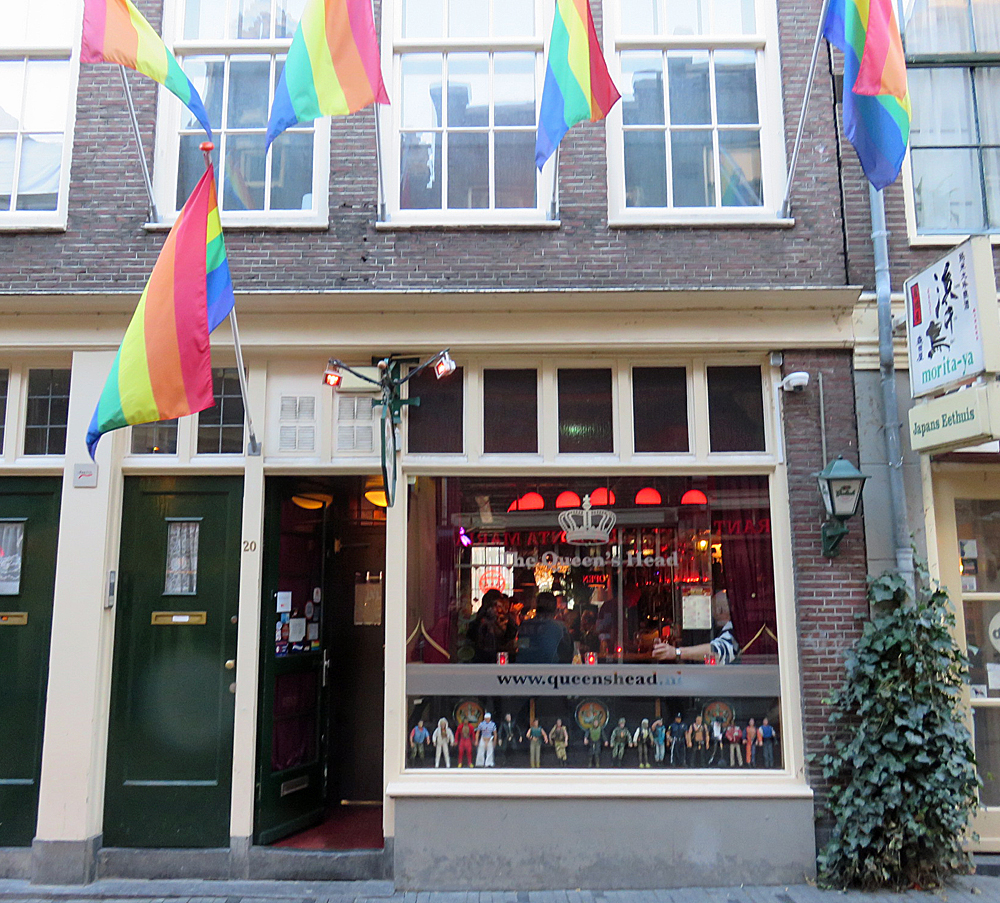
Homocafé The Queens Head aan de Zeedijk in Amsterdam

The Queen's Head is een homocafé aan de Zeedijk 20 in de binnenstad van Amsterdam. De zaak werd in 1998 geopend en staat bekend om de door travestie-artiesten gepresenteerde bingo-avonden.
Dit café aan de Zeedijk moet niet verward worden met de gelijknamige homohotelbar The Queens Head die medio jaren tachtig aan de Beulingstraat 19 in Amsterdam gevestigd was.

## Ontwikkeling
In de jaren tachtig was er op de Zeedijk veel overlast door drugsgebruik, maar nadat die succesvol was bestreden werkten gemeente en ondernemers aan revitalisering van de straat. John Dijkmeijer zag toen wel potentie in een niet erg goedlopende loungebar, die door de zoon van zijn buurvrouw werd uitgebaat. In 1998 nam hij samen met zijn levenspartner Willem de Wit het café over, zodat deze laatste er onder zijn artiestennaam Dusty travestie-optredens kon gaan geven.
Nadat deze optredens in 2003 gestopt waren, verkocht Dijkmeijer The Queen's Head in 2004 aan Don Nottet. In 2010 werd Arjan de Wit mede-eigenaar en hij zette het café in 2014 te koop nadat Nottet door ziekte de zaak niet meer kon runnen. Begin 2015 werd The Queen's Head overgenomen door John Jepma en Leon Oppers, die daarmee het voortbestaan van het populaire homocafé wilden verzekeren.
Na de opening The Queen's Head ontstond geleidelijk aan een concentratie van uiteindelijk vier homocafés in het noordelijke deel van de Zeedijk, waardoor deze straat als een van de homo-uitgaansgebieden van Amsterdam ging gelden. In 2015 werd homocafé De Engel van Amsterdam echter door rederij 't Smidtje overgenomen en sloot ook het naastgelegen De Engel Next Door. Vervolgens werd in 2016 De Barderij verkocht en trok daarna geen homopubliek meer, zodat The Queen's Head sindsdien het enig overgebleven homocafé in dit deel van de Zeedijk is (wat zuidelijker bevindt zich nog wel café 't Mandje).

## Interieur
The Queen's Head beschikt over een bar aan de voorkant, heeft in het midden een podium voor optredens en achterin meerdere zithoeken met tafels. De aankleding is als een klassieke "nichtenkroeg" met rood behang, kroonluchters en zware gordijnen. In het souterrain is aan de achterkant een rookruimte met uitzicht op het punt waar de grachten van de Oudezijds Achterburgwal en de Oudezijds Voorburgwal samenkomen.

## Entertainment
Onder de artiestennaam Dusty was Willem de Wit van 1998 t/m 2003 de presentator van een wekelijkse bingo-avond op dinsdag, wat hem tot de "ongekroonde bingokoningin van Amsterdam" maakte. Alszodanig figureerde hij ook in een twaalfdelige realityserie die RTL 4 in 1999 over de Zeedijk maakte, waarna bezoekers vanuit het hele land op de bingo-avonden afkwamen, waarvoor uiteindelijk zelfs plaatsen gereserveerd moesten worden. Na vijf jaar was het voor Dusty mooi en genoeg geweest en stopte hij met deze optredens. Rond 2013 keerde De Wit op veler verzoek weer terug met travestie-optredens, dit keer onder de naam Dusty Gersanowitz.
Naast de bingo-avonden waren er in The Queen's Head aanvankelijk ook optredens van Dolly Bellefleur en seksfeesten met sport als thema. Dergelijke vrijgevochten activiteiten werden later niet meer gehouden. Wel is er tegenwoordig nog steeds een populaire wekelijkse bingo-avond op de dinsdag en zijn er dragoptredens onder de naam Queens in Queen's. Ook is er een tweewekelijkse borrelavond voor bears. Op 26 mei 2018 vierde The Queen's Head zijn 20-jarig jubileum.